# 沃爾克內什蒂鄉
45°07′N 25°56′E / 45.117°N 25.933°E
沃爾克內什蒂鄉（羅馬尼亞語：Comuna Vâlcănești, Prahova），是羅馬尼亞的鄉份，位於該國中南部，由普拉霍瓦縣負責管轄，處於布加勒斯特以北80公里，每年平均降雨量1,122毫米，海拔高度301米，2007年人口4,037。